# Unidos dos Pinhais
Unidos dos Pinhais é uma escola de samba da cidade de Pinhais, mas que participa do Carnaval de Curitiba. É integrante do grupo de acesso do Carnaval da cidade.
Em 2007, foi vice-campeã do Grupo de acesso.
Em 2008, foi a última a desfilar, fechando o desfile. Já em 2009, foi desclassificada por desfilar com número de componentes abaixo do permitido, quando homenageou o sambista Cartola e a Mangueira.

Em 2010, desfilou novamente pelo Grupo de acesso, juntamente com “Boi de Pano”, “Mocidade Azul” e “Os Internautas”.

## Carnavais
| Ano  | Colocação       | Grupo | Enredo                                 | Carnavalesco | Ref.  |
| ---- | --------------- | ----- | -------------------------------------- | ------------ | ----- |
| 2001 |                 | B     | Pinhais, nova era com o Criador        |              | [ 5 ] |
| 2002 | Vice-campeã     | B     | Carrossel dos meus sonhos de criança   |              | [ 5 ] |
| 2005 | 5º lugar        | A     | Carrossel dos meus sonhos de criança   |              | [ 5 ] |
| 2006 |                 | A     | os encantos da montanha do Rei Salomão |              | [ 5 ] |
| 2007 | Vice-campeã     | B     | Teatro                                 |              | [ 5 ] |
| 2008 | 4º lugar        | B     | Neste Carnaval, deu Zebra no Batuk     |              | [ 5 ] |
| 2009 | Desclassificada | B     |                                        |              |       |
| 2010 | 3º lugar        | B     |                                        |              |       |
| 2011 | Vice-campeã     | B     |                                        |              |       |